# استفانو بسونی
استفانو بسونی (زاده ۱۴ سپتامبر ۱۹۶۵) فیلمساز، انیماتور استاپ موشن و تصویرساز است.

## زندگی و کار
استفانو بسونی در ۱۹۶۵ میلادی در رم چشم به جهان گشود. او هنرهای تجسمی را نزد ماریو اسکارپاتی حکاک اهل ناپل فرا گرفت. پس مدتی وقت گذراندن و تحصیل جانورشناسی و علوم طبیعی، وی رشته بیولوژی را رها کرد و بعدها از آکادمی هنرهای زیبا در رم فارغ‌التحصیل شد.
از سال ۱۹۸۹ وی مشغول به تهیه فیلم‌های تجربی، ویدیو، تئاتر و فیلم مسند شد. در دهه ۱۹۹۰ با بسیاری از شرکت‌های فیلمسازی به عنوان مسئول دوربین، فیلمبردار و تدوینگر همکاری نمود. از سال ۱۹۹۸ تا ۲۰۰۱ وی با کارگردان ایتالیایی پوپی آواتی به عنوان دستیار، طراح استوری برد و مسئول جلوه‌های ویژه همکاری می‌کرد.

## فیلم‌شناسی
فیلم‌های سرشناس
- ۲۰۱۱ کروکودیل
- ۲۰۰۹ ایماگو مورتیس
- 2005 Frammenti di scienze inesatte
- 2001 I cavalieri che fecero l'impresa (کارگردان پوپی آواتی) (طراح استوری بورد)
- ۱۹۹۹ لا ویا دگلی آنجلی (کارگردان پوپی آواتی) (طراحی پیش طرح)